# Samuel Lino
Samuel Lino (Santo André, 1999. december 23. –) brazil labdarúgó, a Flamengo csatárja.

## Pályafutása
Lino a brazíliai Santo André városában született. Az ifjúsági pályafutását a São Bernardo csapatában kezdte, majd 2017-ben, kölcsönben a Flamengo akadémiájánál folytatta.
2017-ben mutatkozott be a São Bernardo felnőtt keretében. 2019-ben a portugál Gil Vicentéhez igazolt. 2022. július 8-án ötéves szerződést kötött a spanyol első osztályban szereplő Atlético Madrid együttesével. A 2022–23-as szezonban a Valencia csapatát erősítette kölcsönben. Először a 2022. augusztus 14-ei, Girona ellen 1–0-ra megnyert mérkőzésen lépett pályára. Első gólját 2022. szeptember 4-én, a Getafe ellen hazai pályán 5–1-es győzelemmel zárult találkozón szerezte meg.
2025. július 29-én 22 millió euróért igazolt a Flamengo csapatához 2029 decemberéig, a klub történetének legdrágább átigazolása lett.

## Statisztikák
2023. május 3. szerint
| Klub                  | Szezon   | Osztály       | Bajnokság | Bajnokság | Kupa és Ligakupa | Kupa és Ligakupa | Nemzetközi | Nemzetközi | Összesen | Összesen |
| Klub                  | Szezon   | Osztály       | Meccs     | Gól       | Meccs            | Gól              | Meccs      | Gól        | Meccs    | Gól      |
| --------------------- | -------- | ------------- | --------- | --------- | ---------------- | ---------------- | ---------- | ---------- | -------- | -------- |
| Gil Vicente           | 2019–20  | Liga Portugal | 20        | 2         | 5                | 0                | —          | —          | 25       | 2        |
| Gil Vicente           | 2020–21  | Liga Portugal | 33        | 9         | 4                | 2                | —          | —          | 37       | 11       |
| Gil Vicente           | 2021–22  | Liga Portugal | 34        | 12        | 4                | 2                | —          | —          | 38       | 14       |
| Gil Vicente           | Összesen | Összesen      | 87        | 23        | 13               | 4                | 0          | 0          | 100      | 27       |
| Valencia (kölcsönben) | 2022–23  | La Liga       | 33        | 5         | 3                | 2                | —          | —          | 36       | 7        |
| Összesen              | Összesen | Összesen      | 120       | 28        | 16               | 6                | 0          | 0          | 136      | 34       |